# فرودگاه پست میلس
 فرودگاه پست میلس (به انگلیسی: Post Mills Airport) یک فرودگاه همگانی بهره‌برداری هوایی است که یک باند فرود چمن دارد و طول باند آن ۸۸۴ متر است. این فرودگاه در کشور ایالات متحده آمریکا قرار دارد و در ارتفاع ۲۱۱ متری از سطح دریا واقع شده است.